# Sportovní hala Gustawa Przeczka
Sportovní hala Gustawa Przeczka je sportovní hala v Třinci. Hala má kapacitu 220 diváků, z toho 200 sedících. Na své domácí zápasy ji využívá florbalový klub FBC Třinec, basketbalový klub SBŠ Třinec a žaci ze dvou základních škol. Halu také využívají ke svým domácím zápasům mládežnické týmy FBC Třinec a také jeho B tým a další amatérské týmy z okolí. Konají se zde také různé firemní akce a plesy. 
Hala je součásti komplexu budov Základní školy a mateřské školy Gustawa Przeczka s polským jazykem vyučovacím v Třinci a byla otevřena v roce 2019. Je pojmenována po Gustawu Przeczkovi (1913 - 1974) řediteli školy, spisovateli, literátovi, menšinovém aktivistovi, československém politikovi a poslanci Národního shromáždění ČSR.

## Popis
Hala má kapacitu 220 diváků, z toho 200 k sezení. Hala také disponuje 4 šatnami a dalším zázemím. Hala splňuje parametry českého florbalu Kategorie ll a je vhodná pro ligové turnaje.